# Gérard van Opstal
Gérard Van Opstal, né à Bruxelles vers 1594 et mort à Paris le 1er août 1668, est un sculpteur baroque flamand principalement actif à Paris,,.

## Biographie

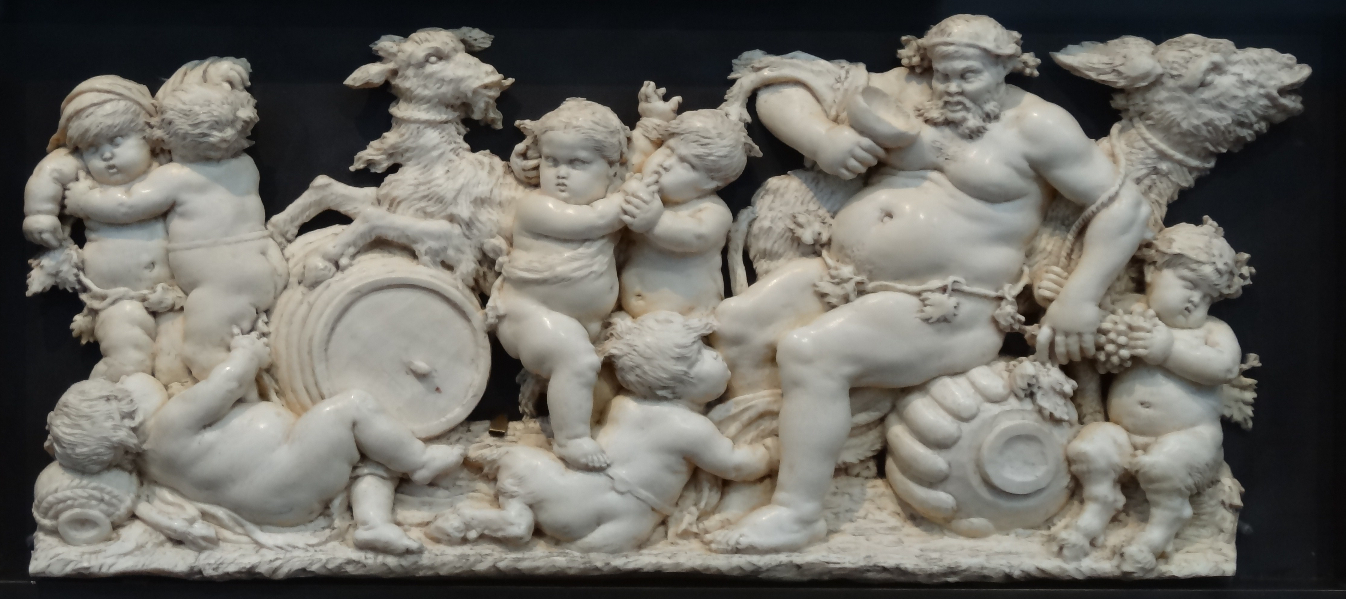
L'Ivresse de Silène, ivoire, Paris, musée du Louvre.

Fils d'Antoine van Opstal, Gérard van Opstal reçut sa première formation à Bruxelles chez Nicolaes Diodoni, doyen du métier des Quatre-Couronnés de Bruxelles.  Il est signalé en 1635-1636 comme maître de la gilde Saint-Luc d'Anvers.  Il fut le beau-fils du sculpteur anversois Johannes van Mildert.
Quand son beau-père mourut, van Opstal fut invité par les autorités locales à compléter la sculpture du Christ commencée par van Mildert pour le calvaire sur la Falconplein à Anvers. Gérard van Opstal vint s'installer à Paris avant 1648, probablement à l'invitation exprès du cardinal de Richelieu. Ici, van Opstal reçut le titre de Sculpteur des bâtiments du Roi en 1651 et devint l'un des fondateurs de l'Académie royale de peinture et de sculpture. 
On lui connaît un certain Antony Leffens comme élève à Anvers en 1641-1642.
Son fils Louis van Opstal fut également un sculpteur.
En 1645, il est le parrain de Catherine de Lens, fille de l'orfèvre d'origine bruxelloise Jean de Lens.
Sa sœur Marie van Opstal, baptisée le 6 septembre 1588 à Bruxelles et qui y est morte le 25 août 1655, avait épousé à Bruxelles le 15 octobre 1611, Guillaume de Lens, qui sont les parents de l'orfèvre parisien natif de Bruxelles Jean de Lens.

## Œuvre
Van Opstal fut particulièrement habile dans la sculpture des frises en bas-relief avec des thèmes mythologiques classiques. Il travailla non seulement dans la pierre et le marbre, mais était aussi un expert en bas-reliefs en ivoire.  Ceux-ci furent admirés par ses contemporains et 17 d'entre eux étaient conservés dans la collection du roi Louis XIV.
Le musée du Louvre conserve de lui de très délicates sculptures en ivoire ornées de putti dans la tradition baroque.